# Biblioteca de la Comisión Económica para América Latina y el Caribe

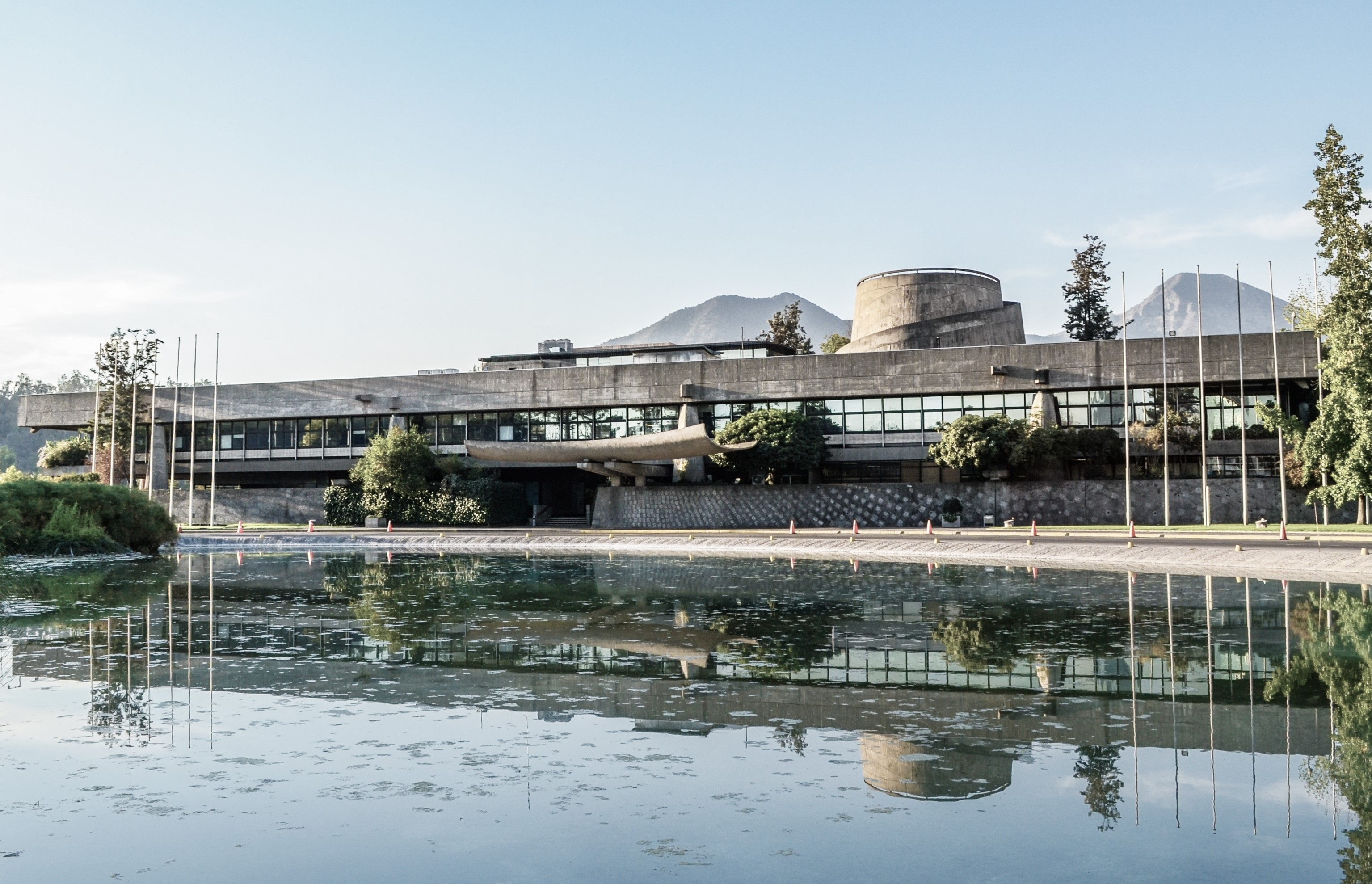
Sede de la CEPAL en Santiago de Chile

La Biblioteca de la Comisión Económica para América Latina y el Caribe se estableció en 1948; esto coincidió con la inauguración de la Comisión Económica para América Latina por parte de Naciones Unidas, en apoyo de su mandato en la región, que posteriormente se transformó en la Comisión Económica para América Latina y el Caribe  (CEPAL). La Biblioteca se conforma de cuatro sedes: la Biblioteca Hernán Santa Cruz en Santiago, el Centro de Recursos de Información y Distribución de Documentos en México D.F, la Biblioteca Raúl Prebisch en Brasilia y el Centro de Gestión del Conocimiento del Caribe en Puerto España..
La biblioteca contiene 109 000 libros, 1.400 revistas científicas y 44 200 documentos digitales.

## Historia
La Biblioteca de la CEPAL fue inaugurada en 1948, en apoyo de esta misión, brindando asistencia a la investigación y contribuir al análisis de los aspectos económicos y sociales de América Latina y el Caribe. 
La biblioteca también ofrece acceso digital a una gran cantidad de información, mucho mayor de la que una sola biblioteca podría mantener en un espacio físico. Como especialistas en organización y recuperación de información, conforma una red de bibliotecas que perfecciona continuamente sus colecciones de suscripciones digitales y físicas, acorde a las necesidades de los investigadores de la CEPAL.

### Objetivos
Una parte esencial de la misión de la Comisión Económica para América Latina y el Caribe (CEPAL) es realizar investigaciones y recopilar, organizar, interpretar y difundir información y datos relacionados con el desarrollo económico y social de la región. 
La misión de la Biblioteca es proporcionar acceso a los recursos de información que posee, además de la capacitación y servicios de apoyo a la investigación mediante la organización, conservación y diseminación de diversos recursos, en particular del patrimonio intelectual de la Comisión. La Biblioteca tiene por objeto brindar servicios de información especializados principalmente a los funcionarios de la CEPAL, haciendo extensiva la atención a las agencias especializadas de las Naciones Unidas con sede en Santiago de Chile, las organizaciones regionales y gubernamentales, las embajadas, y los investigadores, académicos y estudiantes de educación superior.

### La Biblioteca de la CEPAL frente a la pandemia de COVID-19

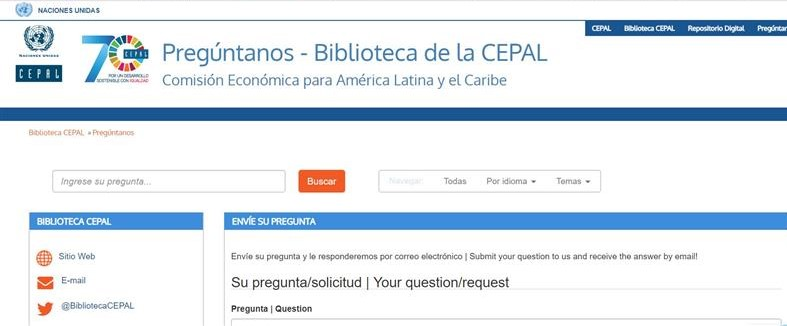
Sección "Pregúntenos" del sitio web de la Biblioteca de la CEPAL.

Por las recientes medidas de prevención que se han implementado frente al Coronavirus, el personal de la Biblioteca de la CEPAL en Santiago, Brasilia, México y Puerto España, se encuentra funcionando bajo la modalidad de teletrabajo o trabajo en forma remota, desde el 19 de marzo. En este período, se ha procurado atender las necesidades de los usuarios externos mediante el correo electrónico, la sección ‘pregúntanos’ de la página web y el uso del servicio Libchat, orientándolos en el acceso a los recursos electrónicos abiertos (repositorio, biblioguías, etc) y entregándoles documentos en formato digital de libre acceso. El personal de CEPAL ha sido fuertemente apoyado y capacitado en lograr el pleno acceso a todos los recursos de la Biblioteca desde fuera de la CEPAL, proporcionándoles constante asistencia para sus consultas, aprovechando los medios de contacto disponibles (correo, Libchat,Teams, etc.) y organizándose también frecuentes actividades de capacitación virtual individuales y grupales.

## Ubicaciones
La Biblioteca de la CEPAL se compone de cuatro sedes repartidas por Latinoamérica y el Caribe:
- Santiago, Chile (sede central)
- Ciudad de México, México (América Central sede subregional de América Central)
- Puerto España, Trinidad y Tobago (Sede subregional del Caribe)
- Brasilia, Brasil (oficina del país)

### Biblioteca Hernán Santa Cruz en Santiago, Chile

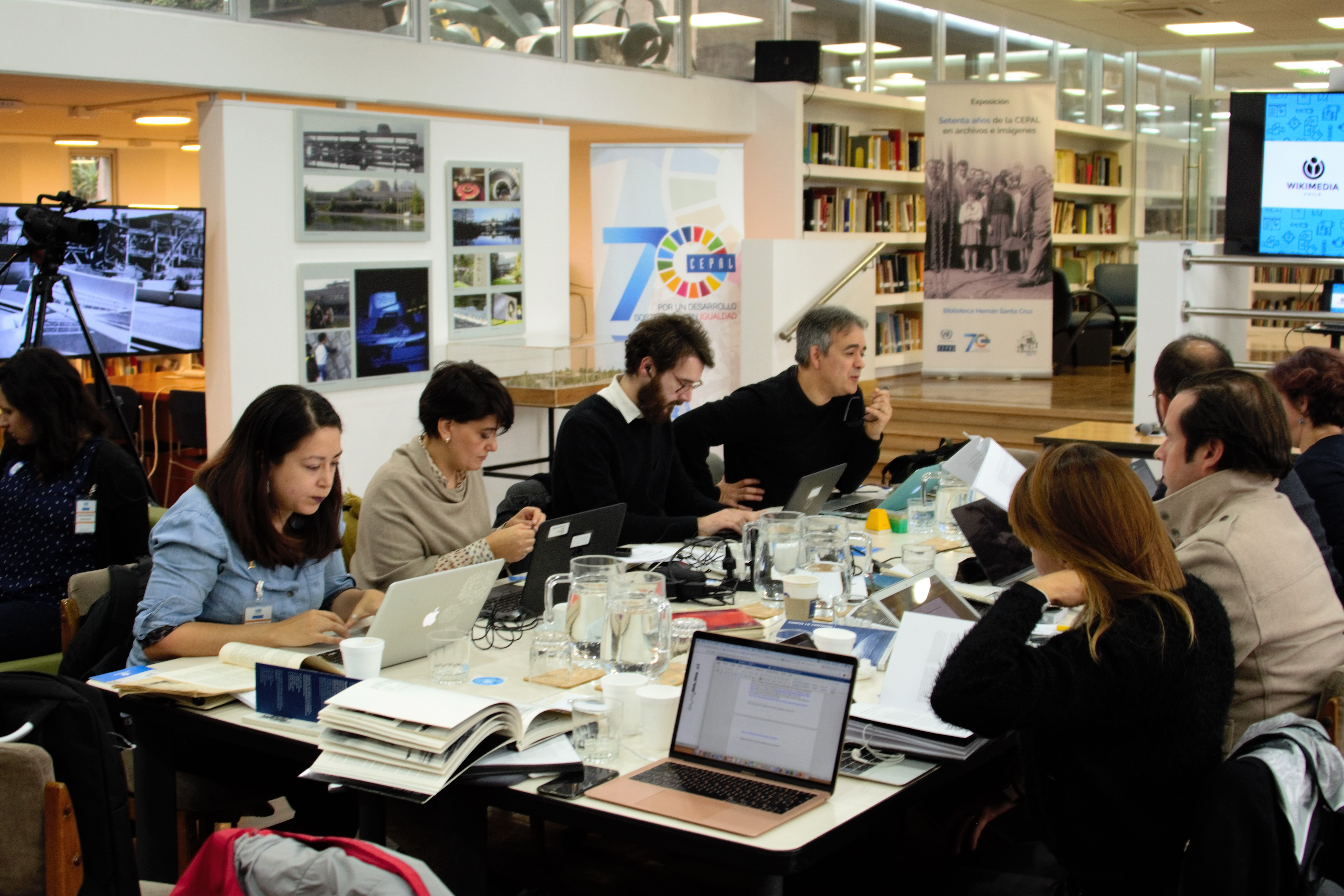
Biblioteca de la Cepal en Santiago, Chile

La Biblioteca Hernán Santa Cruz es la biblioteca principal y más antigua localizada en la sede de la Cepal, en Santiago de Chile. Conocida como Biblioteca de la Cepal - nace en 1948, mismo año de fundación de la Comisión Económica para América Latina y el Caribe, para brindar servicios de información especializados en el desarrollo económico y social de América Latina y el Caribe, en apoyo del programa de trabajo de la Organización.
La Biblioteca se encuentra ubicada en el edificio de las Naciones Unidas, sede de la Cepal en Santiago de Chile. El Edificio es considerado un hito de la arquitectura moderna latinoamericana.
En 2008 la Biblioteca recibe el nombre de Hernán Santa Cruz, abogado y destacado diplomático chileno que propuso en junio de 1947 la creación de la Comisión Económica para América Latina (Cepal), para apoyar el desarrollo económico y social de la región. Paralelamente fue miembro del Comité de Redacción de la Declaración Universal de Derechos Humanos, proclamada en 1948.

#### Remodelación de la Biblioteca Hernán Santa Cruz
En 2015 se inicia el trabajo de remodelación que finaliza en mayo de 2016 con la transformación de la Biblioteca en Santiago en un espacio moderno y flexible, de acceso no sólo del personal de la Comisión sino también de los asistentes a reuniones, talleres y eventos que realiza la organización, y de la comunidad en general. Con un nuevo concepto de estantería abierta, con sus colecciones a la vista y de acceso rápido, la convierte en una confortable área de estudio, de lectura individual y de trabajo grupal. Un espacio para informarse, investigar, reflexionar y también para conversar y trabajar colaborativamente.

#### Colecciones y servicios
La Biblioteca Hernán Santa Cruz actualmente cuenta con una colección de más de 150 000 volúmenes físicos, entre ellos libros, revistas, fotografías, documentos oficiales, entre otros. Asimismo, dispone de un importante volumen de recursos digitales como libros, revistas electrónicas y bases de datos. La cobertura temática de sus colecciones incluye las disciplinas de las ciencias sociales, como economía, desarrollo social, comercio internacional, desarrollo sostenible, planificación, estudios de género, recursos naturales, infraestructura, entre otras.
También dispone de una colección importante de libros y documentos de destacados economistas que han sido ejes fundamentales del pensamiento cepalino y de las teorías del desarrollo de las economías latinoamericanas, tales como, Celso Furtado, Aníbal Pinto, Fernando Fajnzylber, y Raúl Prebisch.
En la Biblioteca de la CEPAL reside el mandato de preservación del patrimonio intelectual institucional, que se traduce en la conservación física del Archivo "José Besa García" de todas las publicaciones oficiales editadas por el Organismo desde 1948 y que dan cuenta del quehacer de la Comisión en sus más de 70 años de historia. La versión digital del Archivo se encuentra disponible en la plataforma denominada Repositorio Digital de la Cepal.
La Biblioteca Hernán Santa Cruz tiene abiertas sus puertas a estudiantes, académicos, investigadores, diplomáticos, funcionarios públicos y comunidad en general. En coordinación con la Unidad de Información Pública de la Cepal, organizan visitas grupales de carácter académico y de difusión del Organismo y su quehacer.

### Centro de Recursos de Información y Distribución de Documentos
El Centro de Recursos de Información y Distribución de Documentos (CRIDD), de la sede subregional de la CEPAL en México, apoya el mandato de investigación de la CEPAL facilitando el acceso a los recursos de información. El CRIDD distribuye la producción intelectual de la CEPAL, la cual es dirigida principalmente a los tomadores de decisiones económicas de México y Centroamérica.
Dentro de sus objetivos, destaca el colaborar con organizaciones regionales para el desarrollo de servicios compartidos de información y redes de apoyo mutuo, facilitar el acceso a la información y estadísticas, eficientizar los procesos de investigación, preservar la producción intelectual de la CEPAL y difundir su trabajo entre estudiantes y académicos de la región.
Su colección se compone principalmente de libros, publicaciones de las Naciones Unidas, páginas selectas y manuales de la CEPAL, coediciones, publicaciones periódicas, revistas y boletines. El CRIDD forma parte de una amplia red de bibliotecas en la subregión con las cuales realiza intercambios y préstamos interbibliotecarios. Además del apoyo a las y los funcionarios de la CEPAL en sus investigaciones, atiende solicitudes del público en general, académicos y funcionarios de la subregión. Adicionalmente, tiene presencia en los eventos de la CEPAL, donde ofrece información sobre el trabajo de la CEPAL y da a conocer sus publicaciones a las y los asistentes.

### Biblioteca Raúl Prebisch
La Biblioteca de CEPAL en Brasil (Biblioteca Raúl Prebisch) inició sus actividades en Brasilia en 1980, con el objetivo de atender las en solicitudes del personal de la Institución (principalmente de la Oficina en Brasil, de investigadores de la Fundación Instituto de Encuesta Económica Aplicada y algunos usuarios de bibliotecas de algunas universidades brasileñas), colaborando con el desarrollo de sus trabajos y apoyando sus necesidades de investigación en el área económica y social de América Latina y el Caribe.
Posteriormente, debido a la gran demanda externa, comenzó a extender sus actividades de información a otros usuarios, tales como: consultores, economistas, investigadores de varios institutos nacionales de investigación, funcionarios del gobierno brasileño (ministros, diputados, senadores, asesores), diplomáticos en Brasilia (embajadores), profesores, estudiantes de posgrado, pasantes y periodistas, interesados en el trabajo de la CEPAL y de la región de América Latina y el Caribe. 
La colección se concentra principalmente en publicaciones de la CEPAL, revistas, publicaciones de las Naciones Unidas, publicaciones de otros organismos internacionales y regionales, así como libros en el campo económico y social. 
Actualmente, la Biblioteca Raúl Prebisch se encuentra en etapa de restructuración, transfiriendo sus archivos al Sistema Alma/Primo, alineándose con las demás Bibliotecas de la CEPAL y con sus publicaciones que componen el Sistema Explora.

### Centro de Gestión del Conocimiento del Caribe
La Biblioteca de la sede subregional de CEPAL para el Caribe, la cual fue establecida en 1966 junto con Oficina para el Caribe ECLAC, está ubicada en Puerto España, Trinidad y Tobago. Como parte del Centro de gestión del conocimiento del Caribe (CKMC), provee servicios de referencia e información a la secretaría y a los miembros del Comité de desarrollo y cooperación del Caribe de CEPAL (CDCC), en apoyo de su programa de trabajo y actividades en la integración y cooperación regional. Como una de las unidades sustantivas en CEPAL del Caribe, el CKMC apoya las TIC para el desarrollo e iniciativas de gestión del conocimiento a través de la organización de talleres y la convocatoria de reuniones de grupos de expertos. También brinda servicios de asesoramiento técnico a los países miembros y a los miembros asociados de CDCC, y difunde informes de investigación técnica a las partes interesadas clave, los formuladores de políticas y los miembros de la comunidad de investigadores en la subregión del Caribe. Además, el CKMC promueve acceso a datos clave del Caribe, noticias, datos de investigación nacionales, regionales e internacionales y recursos de información para el desarrollo sostenible a través del Portal de desarrollo del Caribe. 

#### Colecciones y Servicios
La Biblioteca en Puerto España contribuye a la expansión, preservación y promoción del acceso a publicaciones de CEPAL Caribe y recursos en el Repositorio Digital de CEPAL a través de su digitalización y servicios de catalogación. También provee acceso a una variedad de recursos electrónicos y físicos a través del motor de metabúsqueda: Explora –el cual es el catálogo colectivo de las bibliotecas de CEPAL en Santiago, Ciudad de México y Puerto España. Este catálogo en línea también ofrece acceso a los registros bibliográficos de las bibliotecas en Nueva York y Ginebra.

#### Recursos electrónicos y acceso remoto
El CKMC ofrece acceso remoto a sus servicios y recursos a través de la participación conjunta en soluciones TIC innovadoras, tales como EZProxy para recursos basados en suscripciones, y como los servicios en línea de LibChat para consultas de investigación en tiempo real. La Biblioteca también proporciona a los investigadores acceso a recursos vitales que no se encuentran en sus colecciones a través de actividades de cooperación con redes locales, regionales y globales de préstamo y entrega de documentos entre bibliotecas. El Centro de gestión del conocimiento del Caribe es accesible a los miembros de la CEPAL dentro del Sistema de Organizaciones de la ONU, organizaciones regionales e intergubernamentales, estudiantes e investigadores académicos, miembros del público, institutos de investigación, oficiales de gobierno y diplomáticos.

## Repositorio digital

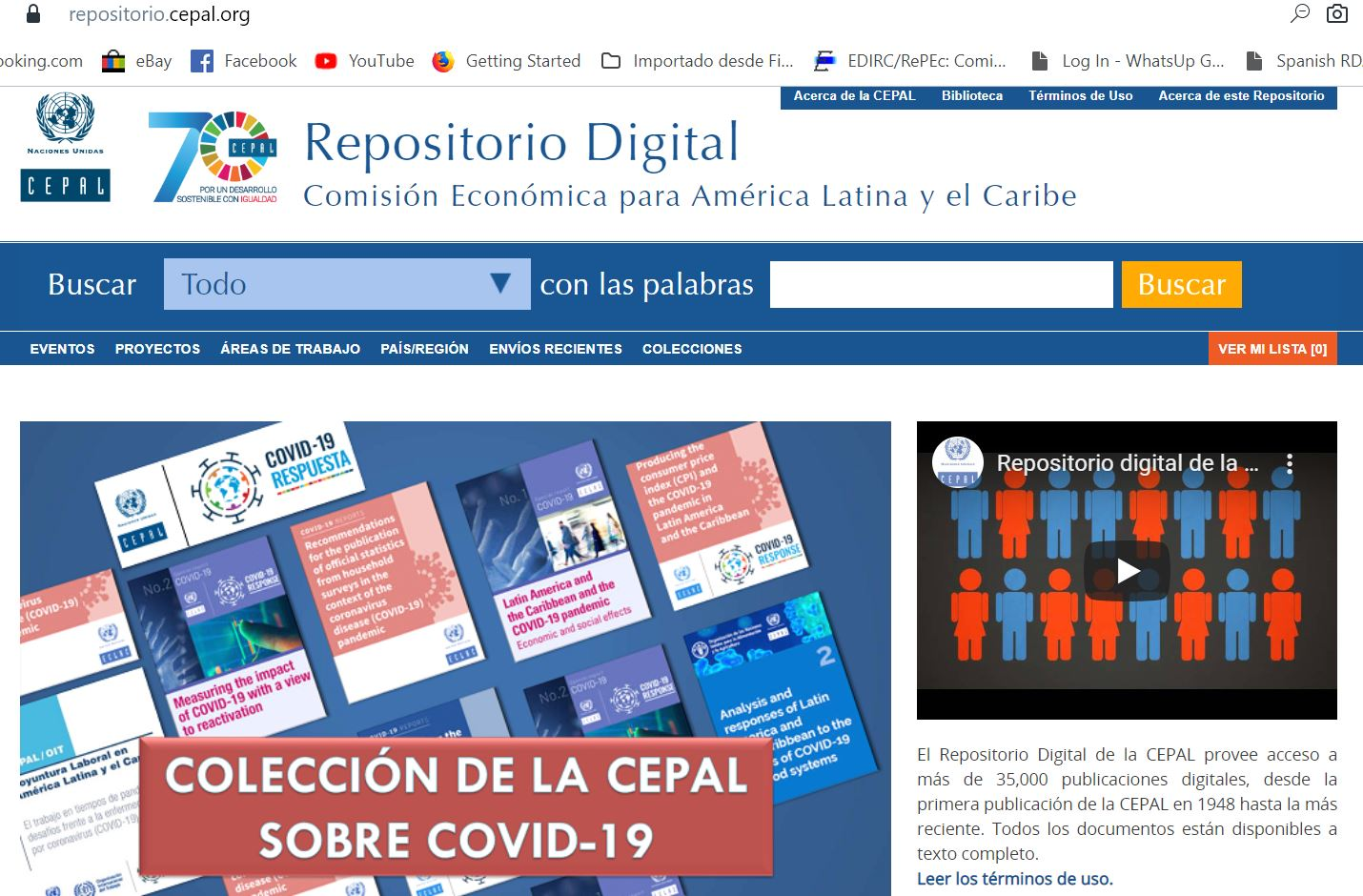
Página principal del Repositorio Digital

El Repositorio digital, inaugurado por la Biblioteca en 2014, asegura el acceso libre y la preservación de las publicaciones generadas por la Comisión Económica para América Latina y el Caribe desde su creación en 1948. Todas las colecciones de libros, revistas, series, manuales, informes estadísticos, documentos de reuniones e incluso recursos multimedia como fotos y videos, más de 44 200 registros en varios idiomas, pueden ser revisados en línea y descargados desde cualquier parte del mundo. En su desarrollo se utilizaron programas y bases de datos de código libre, ampliamente usados a nivel mundial, como Dspace, Apache Tomcat y PosgreSQL, adoptándose también normas de digitalización y preservación digital como PDF/A y reconocimiento óptico de caracteres (OCR). A agosto de 2020, el repositorio registró más de veintitrés millones de descargas de documentos, contribuyendo a visibilizar el patrimonio documental de la CEPAL en áreas clave del desarrollo económico, social y sustentable de América Latina y el Caribe, y se encuentra posicionado entre los mejores repositorios académicos a nivel mundial. Expone su metadata a través del protocolo OAI-PMH.